# Französische Badmintonmeisterschaft 2019
Die Französische Meisterschaft 2019 im Badminton fand vom 31. Januar bis zum 3. Februar 2019 in Rouen statt. Es war die 70. Austragung der nationalen Titelkämpfe im Badminton in Frankreich.

## Medaillengewinner
| Disziplin    | Gold                         | Silber                           | Bronze                               |
| ------------ | ---------------------------- | -------------------------------- | ------------------------------------ |
| Herreneinzel | Brice Leverdez               | Lucas Corvée                     | Toma Junior Popov                    |
| Herreneinzel | Brice Leverdez               | Lucas Corvée                     | Thomas Rouxel                        |
| Dameneinzel  | Marie Batomene               | Yaëlle Hoyaux                    | Katia Normand                        |
| Dameneinzel  | Marie Batomene               | Yaëlle Hoyaux                    | Léonice Huet                         |
| Herrendoppel | Bastian Kersaudy Julien Maio | Thom Gicquel Ronan Labar         | Brice Leverdez Lucas Corvée          |
| Herrendoppel | Bastian Kersaudy Julien Maio | Thom Gicquel Ronan Labar         | William Villeger Fabien Delrue       |
| Damendoppel  | Delphine Delrue Léa Palermo  | Émilie Lefel Anne Tran           | Verlaine Faulmann Margot Lambert     |
| Damendoppel  | Delphine Delrue Léa Palermo  | Émilie Lefel Anne Tran           | Lauren Fontaine Audrey Mittelheisser |
| Mixed        | Thom Gicquel Delphine Delrue | Ronan Labar Audrey Mittelheisser | Bastian Kersaudy Anne Tran           |
| Mixed        | Thom Gicquel Delphine Delrue | Ronan Labar Audrey Mittelheisser | Gaëtan Mittelheisser Léa Palermo     |